# Аарон, Джейсон
Джейсон Аарон (англ. Jason Aaron; род. 28 января 1973, Джаспер, Алабама, США) — американский автор комиксов.

## Ранние годы
Аарон родился в Джаспере. Его двоюродный брат Густав Хэсфорд, написавший полуавтобиографический роман «Старики» (1979), оказал большое влияние на Джейсона. Аарон с детства решил, что хочет писать комиксы, хотя отец скептически отнёсся к этому.
Аарон окончил среднюю школу округа Шелби. Затем он поступил в Алабамский университет в Бирмингеме, где получил степень бакалавра искусств.

## Награды
- 2016 — Eisner Award — Best Writer[6]
- 2016 — Inkpot Award[7]